# من و اسب آبی
من و اسب آبی (به انگلیسی: I'm for the Hippopotamus؛ به ایتالیایی: Io sto con gli ippopotami) فیلمی محصول سال ۱۹۷۹ ایتالیا به کارگردانی ایتالو زینگارلی است. در این فیلم بازیگرانی همچون ترنس هیل، باد اسپنسر و جو باگنر ایفای نقش کرده‌اند.
این فیلم در ایران با نام من و اسب آبی دوبله و پخش شده است.